# Cal McVey
Calvin Alexander McVey (30 de agosto de 1849 – 20 de agosto de 1926) foi um jogador profissional de beisebol durante os anos 1860 e 1870. A importância de McVey no esporte decorre de ter jogado em duas das primeiras equipes profissionais de beisebol, os Cincinnati Red Stockings originais e o Boston Red Stockings da National Association. Também jogou na temporada inaugural da National League no time vencedor da flâmula em 1876, o Chicago White Stockings.
Ele detém o recorde da National Association por mais RBIs na carreira com 276.
Cal McVey nasceu na área rural de Montrose, Iowa e se mudou para Indianápolis, Indiana aos onze anos, onde aprendeu a jogar o beisebol e logo se mostrou um atleta superior, jogando pelos clubes Western e Active da National Association of Base Ball Players (NABBP). Com McVey geralmente arremessando, os Actives bateram os rivais locais em 1868, perderam para os três times do Leste que faziam um tour pelo  Oeste e venceram um jogo de seis partidas com times de Cincinnati. Apesar de um desequilibrado total de 7 vitórias e 54 derrotas, o Cincinnati Red Stockings, posteriormente o contratou para jogar em 1869 por $700 e ele serviu como campista direito titular em duas temporadas.